# Peter Horton
Peter Horton (Bellevue, Washington, 20 d'agost de 1953) és un actor, director i productor estatunidenc, conegut principalment pel seu paper de Gary Shepherd a la sèrie de televisió Thirtysomething (1987-1991). La seva filmografia principal inclou títols com Children of the Corn (1984) i Singles (1992) com a actor, i Amazon Women on the Moon (1987) i The Cure (1995) com a director. Ha aparegut també en el documental Who Killed the Electric Car? (2006).

## Biografia
El seu pare va treballar en el sector naval, per això la seva família es traslladava sovint molt abans d'establir-se en el nord de la Califòrnia. Ha estudiat a  la Redwood High School, Califòrnia i successivament al Principia College a Illinois. Està diplomat en composició musical per la Universitat de la Califòrnia, però ha després va triar seguir la carrera d'actor.

### Carrera
Debuta el 1979 participant en episodis de sèries de televisió com La família Bradford, Time Out i Dallas. Successivament obté un paper secundari en l'adaptació televisiva de Set esposes per set germans. Al cinema ha estat protagonista de Grano roja sang, tret del conte Els fills del gra de Stephen King. Del 1987 al 1991 ha interpretat el paper de Gary Shepherd en la sèrie televisiva En família i amb els amics, de la que ha dirigit també alguns episodis. En el període en què ha treballat en En família i amb els amics ha estat afegit per la revista People en la classificació de les "50 persones més guapes del món".
El 1997 és entre els protagonistes de la pel·lícula TV Terror a l'Everest, tret d'Aria subtil de Jon Krakauer.
En els anys noranta ha actuat en pel·lícules com Singles - L'amor és un joc, El club de les baby sitter, Crims invisibles i ha estat protagonista i productor de la sèrie televisiva de breu vida Brimstone. En el 1995 debuta a la direcció amb Amics per sempre.
Els anys 2000 es dedica principalment a la direcció i a la producció televisiva. Ha treballat com a director i productor executiu per les primeres tres temporades de Grey's Anatomy. El 2015 ha creat per la NBC la sèrie televisiva American Odyssey, cancel·lada després d'una única temporada.

### Vida privada
Del 1981 al 1988 va estar casat amb l'actriu Michelle Pfeiffer. El 1995 es va casar amb Nicole Deputron, amb qui ha tingut dos fills; Lily (1999) i Ruby (2002).

## Filmografia

### Actor

#### Cinemes
- Fade to Black, regia de Vernon Zimmerman (1980)
- Grano roja sang (Children of the Corn), regia de Fritz Kiersch (1984)
- Where the River Runs Black, regia de Christopher Cain (1986)
- Side Out, regia de Peter Israelson (1990)
- Singles - L'amor és un joc (Singles), regia de Cameron Crowe (1992)
- The Baby-Sitters Club, regia de Melanie Mayron (1995)
- 2 Days en the Valley, regia de John Herzfeld (1996)
- Crims invisibles (The End of Violence), regia de Wim Wenders (1997)
- T-Rex: Back to the Cretaceous, regia de Brett Leonard (1998)
- Thoughtcrimes, regia de Breck Eisner (2003)
- The Dust Factory, regia de Eric Small (2004)
- Happy Endings, regia de Don Roos (2005)

#### Televisió
- La família Bradford – sèrie TV, 1 episodi (1979)
- The White Shadow – sèrie TV, 1 episodi (1979)
- Dallas – sèrie TV, 2 episodis (1979)
- Seven Brides for Seven Brothers – sèries TV, 22 episodis (1982-1983)
- Thirtysomething – sèries TV, 85 episodis (1987-1991)
- Children of the Dark – pel·lícula TV (1994)
- Into Thin Air: Death on Everest – pel·lícula TV (1997)
- Brimstone – sèrie TV, 13 episodis (1998-1999)
- Geena Davis Shows  – sèries TV, 22 episodis (2000-2001)

### Director

#### Cinema
- Amazon Women on the Moon o Reckless Youth (1987) - segment The Unknown Soldier
- Amics per sempre (The Cures) (1995)

#### Televisió
- The Wonder Years – sèrie TV, 1 episodi (1989)
- Thirtysomething – sèries TV, 6 episodis (1988-1990)
- Once and Again – sèrie TV, 4 episodis (2000-2001)
- Line of Fire – sèries TV, 1 episodi (2003)
- The Shield – sèrie TV, 3 episodis (2003-2004)
- Grey's Anatomy – sèrie TV, 7 episodis (2005-2006)
- Dirty Sexy Money – sèries TV, 1 episodi (2007)
- Lone Estar – sèries TV, 1 episodi (2010)
- Deception – sèrie TV, 1 episodi (2013)
- Ironside – sèrie TV, 1 episodi (2013)
- American Odyssey – sèrie TV, 2 episodis (2015)

## Nominacions
- 2005: Primetime Emmy a la millor sèrie dramàtica per Grey's Anatomy
- 2006: Primetime Emmy a la millor sèrie dramàtica per Grey's Anatomy
- 2007: Primetime Emmy a la millor sèrie dramàtica per Grey's Anatomy